# Coeficient de correlació de Pearson
|  | «coeficient de correlació» redirigeix aquí. Vegeu-ne altres significats a «coeficient de correlació de Spearman». |

Dins l'entorn de l'estadística, el  coeficient de correlació de Pearson  és un índex que mesura la relació lineal entre dues variables quantitatives. A diferència de la covariància, la correlació de Pearson és independent de l'escala de mesura de les variables.

## Definició
El coeficient de correlació entre dues variables aleatòries  X  i  Y  és el quocient de la seva covariància pel producte de les seves desviacions estàndard:
{\displaystyle R={\frac {\sigma _{XY}}{\sigma _{X}\cdot \sigma _{Y}}}}
on {\displaystyle \sigma _{XY}} és la covariància de {\displaystyle (X,Y)} i {\displaystyle \sigma _{X}} i {\displaystyle \sigma _{Y}} les desviacions típiques de les distribucions marginals.
El valor de l'índex de correlació varia en l'interval [-1,+1]:
- Si r = 1, hi ha una correlació positiva perfecta. L'índex indica una dependència total entre les dues variables anomenada relació directa: quan una d'elles augmenta, l'altra també ho fa en proporció constant.
- Si 0 <r <1, hi ha una correlació positiva.
- Si r = 0, no existeix relació lineal. Però això no necessàriament implica que les variables són independents: poden existir encara relacions no lineals entre les dues variables.
- Si -1 <r <0, hi ha una correlació negativa.
- Si r = -1, hi ha una correlació negativa perfecta. L'índex indica una dependència total entre les dues variables anomenada relació inversa: quan una d'elles augmenta, l'altra disminueix en proporció constant.